# نورون دوقطبی
نورون‌های دوقطبی (به انگلیسی: Bipolar neurons) جسم سلولی طویلی دارند که از هر انتهای آن، یک نوریت خارج می‌شود. نمونه‌هایی از این نوع نورون در سلول‌های شبکیه و عقده‌های حلزونی و دهلیزی واقع هستند.